# Янкув-Пшигодзький
Янкув-Пшигодзький (пол. Janków Przygodzki) — село в Польщі, у гміні Пшигодзице Островського повіту Великопольського воєводства.
Населення — 1491 особа (2011).

## Демографія
Демографічна структура станом на 31 березня 2011 року:
|          | Загалом | Допрацездатний вік | Працездатний вік | Постпрацездатний вік |
| -------- | ------- | ------------------ | ---------------- | -------------------- |
| Чоловіки | 720     | 150                | 504              | 66                   |
| Жінки    | 771     | 159                | 459              | 153                  |
| Разом    | 1491    | 309                | 963              | 219                  |